# Marino Cavazzuti
Marino Cavazzuti (Modena, 23 giugno 1911 – Modena, 26 aprile 1993) è stato un calciatore italiano, di ruolo centromediano.

## Carriera
Giocò in Serie A con il Modena.